# Poolboy: Drowning Out the Fury
Poolboy: Drowning Out the Fury – amerykański film komediowy z 2011 roku w reżyserii Garretta Brawitha nakręcony w Los Angeles.

## Obsada
- Kevin Sorbo jako Poolboy
- Ross Patterson jako Saint James St. James
- Danny Trejo jako Cezar
- Jason Mewes jako Doug
- Edi Patterson jako Peters
- Alanna Ubach jako Karen
- Desi Lydic jako Diana Torres
- Jennifer Elise Cox jako Rita
- Deon Richmond jako Jimmy Fontaine
- Paul Ben-Victor jako Kip Tippington
- Ahmed Best jako Sidney Moncrief
- Matt Winston jako Oficer Dalton
- Jean St. James jako Betsy Ross
- Keena Ferguson jako Joanna
- Benton Jennings jako Adolf Hitler
- Bryan Callen jako Eduardo
- Mark Curry jako Kapitan O'Malley
- Robert LaSardo jako Pająk
- Courtney Gains jako Gil Highdecker
- Gary Valentine jako Oficer Murdock

i inni